# Ariadna perkinsi
Ariadna perkinsi är en spindelart som beskrevs av Simon 1900. Ariadna perkinsi ingår i släktet Ariadna och familjen sexögonspindlar. Inga underarter finns listade i Catalogue of Life.